# Пуласкі (округ, Вірджинія)
Шаблон:StateAbbr_ 37°04′ пн. ш. 80°43′ зх. д. / 37.06° пн. ш. 80.71° зх. д.
Округ Пуласкі (англ. Pulaski County) — округ (графство) у штаті Вірджинія, США. Ідентифікатор округу 51155.

## Історія
Округ утворений 1839 року.

## Демографія
За даними перепису 2000 року загальне населення округу становило 35127 осіб, зокрема міського населення було 16893, а сільського — 18234. Серед мешканців округу чоловіків було 17334, а жінок — 17793. В окрузі було 14643 домогосподарства, 10141 родин, які мешкали в 16325 будинках. Середній розмір родини становив 2,8.
Віковий розподіл населення поданий у таблиці:
| Стать    | До 15 років | 15-21 | 22-29 | 30-39 | 40-49 | 50-65 | 65-85 | Понад 85 |
| -------- | ----------- | ----- | ----- | ----- | ----- | ----- | ----- | -------- |
| Чоловіки | 3110        | 1397  | 1874  | 2695  | 2684  | 3466  | 1958  | 150      |
| Жінки    | 2918        | 1248  | 1701  | 2433  | 2735  | 3533  | 2804  | 421      |

## Суміжні округи
- Джайлс — північ
- Монтгомері — північний схід
- Радфорд — північний схід
- Флойд — південний схід
- Керролл — південь
- Віт — південний захід
- Бленд — північний захід

## Виноски
1. ↑  U.S. Decennial Census. United States Census Bureau. Процитовано 4 січня 2014.
2. ↑  Historical Census Browser. University of Virginia Library. Архів оригіналу за 11 серпня 2012. Процитовано 4 січня 2014.
3. ↑  Population of Counties by Decennial Census: 1900 to 1990. United States Census Bureau. Процитовано 4 січня 2014.
4. ↑  Census 2000 PHC-T-4. Ranking Tables for Counties: 1990 and 2000 (PDF). United States Census Bureau. Процитовано 4 січня 2014.
5. ↑  State & County QuickFacts. United States Census Bureau. Архів оригіналу за 1 березня 2016. Процитовано 4 січня 2014.(англ.) Наведено за англійською вікіпедією.
6. ↑  American FactFinder. Бюро перепису населення США. Архів оригіналу за 26 лютого 2012. Процитовано 31 січня 2008.

| США | Це незавершена стаття з географії США. Ви можете допомогти проєкту, виправивши або дописавши її. |